# 兴 (拘弥)
兴（？—129年），东汉时拘弥王。
拘弥是西域的小国，被西域较大的国家欺侮。33年，莎车国王贤继位，攻打诛杀拘弥国王、西夜国王，而让哥哥康的两个儿子分别担任拘弥、西夜两国国王。129年，拘弥国王兴被于阗国王放前诛杀，放前擅立自己的儿子为国王，尔后，派遣使者向汉朝进贡。汉顺帝下诏令他归还拘弥国，放前不肯遵命。